# سد دنیانگکو
سد دنیانگکو (به لاتین: Danjiangkou Dam) یک سد وزنی، نیروگاه برقابی و سد در چین است که در Danjiangkou واقع شده‌است.